# Hans Ludwig Kulenkampff
Hans Ludwig Kulenkampff (auch Hans-Ludwig) (* 15. Oktober 1911 in Verden (Aller); † 23. Juni 1984 in Bremen) war ein deutscher Jurist, Politiker (CDU) und Mitglied der Bremischen Bürgerschaft.

## Biografie
Kulenkampff stammt aus der alten bremischen Familie Kulenkampff. Er war der Sohn von Johannes Joachim Kulenkampff (1885–1954) und Frida Kulenkampff geb. Lauenstein (1886–1975), die Familie hatte sieben Kinder. Er absolvierte sein Abitur und studierte Rechtswissenschaften. 1934 schloss er das Studium ab. 
Er war 1933/34 Mitglied der Sturmabteilung (SA) der NSDAP, als die Stahlhelm-Mitglieder in die SA überführt wurden. Von 1934 bis 1945 war er Berufssoldat, zuletzt als Major i. G.
Nach dem Zweiten Weltkrieg wurde er in Bremen Rechtsanwalt und später Notar.
Er wurde Mitglied der CDU und 1968 zum Stellvertretenden Landesvorsitzenden der CDU Bremen gewählt als Ernst Müller-Hermann Landesvorsitzender wurde. Er war für die CDU von 1963 bis 1969 Mitglied der 6. und 7. Bremischen Bürgerschaft sowie unter anderem Mitglied der Baudeputation. Der Weser Kurier kritisierte 1970, dass er als Baudeputierter bei der Beschlussfassung des Bebauungsplanes Nedderland beteiligt war und als Anwalt ebenfalls. Der B-Plan spielte 1969 eine zentrale Rolle beim Baulandskandal in Bremen. Kulenkampff war deshalb 1969 von seinen politischen Ämtern zurückgetreten.
Kulenkampff wurde auf dem Riensberger Friedhof in Bremen bestattet.